# Louis Ange Pitou
Pour les articles homonymes, voir Pitou.
Pour le roman d'Alexandre Dumas, voir Ange Pitou (roman).
Louis Ange Pitou, né le 2 avril 1767 à Valainville, hameau de la commune de Moléans en Eure-et-Loir, et mort le 8 mai 1846 à Paris, est un journaliste et chansonnier contre-révolutionnaire français.

## Biographie
Il est le fils unique de Louis Pitou, « tailleur » et de Jeanne Cotin. D'autres membres de la famille Pitou sont au service des nobles de la région : son oncle et parrain est Louis-Ange Pitou (+1er juin 1775), régisseur du domaine de Mémillon (l'ancien fermier général Jean François Delaborde a l'usufruit de cette seigneurie située à Saint-Maur-sur-le-Loir) ; Pierre Pitou est garde-chasse du marquis de Prunelé, seigneur de Moléans.  
Peu de temps après sa naissance, ses parents vont vivre au Haut-de-Dheury, commune de Donnemain-Saint-Mamès. Son père, « homme de peine », meurt le 10 juin 1776 sur la paroisse voisine de Conie (commune de Conie-Molitard). 
Ange Pitou part alors vivre chez sa tante et tutrice, Magdeleine Pitou, qui a pour projet de le faire entrer au séminaire. Lors de ses études au collège de Châteaudun, il exprime le souhait de faire du droit mais sa tante s’y oppose et l’envoie, à 14 ans, au séminaire de Beaulieu à Chartres. En 1784, passant ses vacances auprès de sa tante, il découvre Fénelon, Spinoza, Rollin, Montesquieu, Helvétius et Rousseau. Un certain scepticisme sur Dieu et la Providence vient alors remplacer sa foi naturelle. Le 18 octobre 1789, alors qu’il s’apprête à recevoir prochainement la prêtrise, il décide de s’échapper du séminaire pour venir à Paris.
Arrivé à Paris avec huit louis en poche, un frac violet, deux cravates, sept chemises et le manuscrit de son poème, la Voix de la Nature, il est à bout de ressources après quelques jours. Il se réfugie alors dans le journalisme et entre au Journal général de la cour et de la ville. Il se fait remarquer par des brochures en faveur de Thomas de Mahy de Favras:15 sqq.. Le 10 juin 1790, il est appelé aux Tuileries, où Marie-Antoinette d'Autriche le félicite de sa fidélité envers le roi:18. Elle lui fait présent de son portrait en miniature et d’une somme d’argent. Conquis par la reine, Louis Ange Pitou va désormais consacrer sa vie à la défense de la monarchie. Ses libelles prolifèrent:23, il conseille — en vain — au roi de ne pas participer à la Fête de la Fédération du 17 juillet 1790, puis maltraite le souverain dans son pamphlet Le Quatorze juillet, le qualifiant de « monarque faible et indigne de l’auguste épouse qui le reçoit dans son lit ».
Après la Journée du 10 août 1792, il se cache. Par la suite, il se retrouve rédacteur au Courrier extraordinaire, d'Antoine de Rivarol, puis au Journal des mécontents:34. En septembre 1792, il publie La Révolution de 1792 qui deviendra plus tard le Journal historique et politique, le Journal français et le Courrier universel, journaux dont le royalisme ne se dément jamais et qui connaissent un succès fluctuant.
C’est également un agent royaliste qui communique avec les Vendéens et les Chouans. Après son arrestation, en juin 1793, il parvient à se faire acquitter par le Tribunal révolutionnaire en emberlificotant son accusateur:66-7. Après la chute de Robespierre, le 27 juillet 1794, il s’attaque aux terroristes vaincus dans son Tableau de Paris en Vaudeville, un vaudeville dont il fait publier dix épisodes:72 sq.. Sous la Convention thermidorienne (1795), il chante dans les rues et répand des refrains royalistes.
Après l’insurrection royaliste du 13 vendémiaire an IV, le 5 octobre 1795, il échappe à l’arrestation:113, mais il est décrété d’arrestation après le Coup d'État du 18 fructidor an V (4 septembre 1797) il est condamné au bagne et envoyé en Guyane:156.
Le 12 mars 1798, il embarque avec 193 autres déportés à Rochefort sur la frégate La Charente. Attaqué par les Anglais, le bateau trouve refuge à Bordeaux, mais en trop mauvais état, c’est sur la Décade qu’ils mettent les voiles, le 22 avril, pour la Guyane:75. Le voyage dure près de deux mois. Au cours de ses trois ans de déportation il va être assigné en résidence dans divers lieux, ce qui lui permettra d’écrire Voyage forcé à Cayenne, témoignage partial mais intéressant par ce qu’il raconte de la Guyane et des personnages qu’il côtoie dont Charles Malenfant.
Après le coup d'État du 18 Brumaire an VIII (9 novembre 1799), il est libéré et débarque en France au Havre le 31 août 1801. Ayant entamé une carrière de libraire-éditeur, il est presque entrainé dans la faillite d’un de ses débiteurs, jusqu’à ce qu’à la Restauration, Louis XVIII le nomme libraire du roi. Retiré de la vie politique, on n’entend plus parler de lui pendant les sept dernières années de sa vie, jusqu’à ce qu’il s’éteigne dans sa chambrette du 2 de la rue Vieille-Notre-Dame.
Outre ses publications, il serait l’auteur des paroles d’une chanson contre-révolutionnaire de 1795 nommée les Collets noirs, rendant hommage aux défunts rois Louis XVI et Louis XVII. Il demeura au 22 rue Saint-André-des-Arts, et au 5 rue Saint-Jacques:115.

## Publications
- Voyage à Cayenne, dans les deux Amériques et chez les anthropophages, t. 1, Paris, L.-A. Pitou, 1807, 404 p. (lire en ligne sur Gallica).
- Voyage à Cayenne, dans les deux Amériques et chez les anthropophages, t. 2, Paris, L.-A. Pitou, 1807, 404 p. (lire en ligne sur Gallica).

## Postérité
Alexandre Dumas a utilisé son nom pour créer le héros éponyme du roman Ange Pitou (1850), personnage sans rapport avec le journaliste.
Juliette Benzoni fait de lui un des personnages récurrents de sa trilogie intitulée Le Jeu de l'amour et de la mort.
Charles Lecocq a mis en scène un Louis Ange Pitou dans son opéra comique La Fille de madame Angot (1872).